# The View from the Bottom
The View from the Bottom è il quinto album discografico in studio del gruppo musicale statunitense Lit, pubblicato nel 2012.

## Tracce
1. C'mon – 4:21
2. You Tonight – 3:12
3. Same Shit, Different Drink – 3:20
4. Miss You Gone – 3:10
5. The Broken – 3:24
6. She Don't Know – 3:42
7. Nothing's Free – 3:42
8. You Did It – 3:53
9. Partner In Crime – 3:35
10. Here's To Us – 3:33
11. The Wall – 4:06
12. Right This Time – 3:00

## Formazione
- A. Jay Popoff - voce
- Jeremy Popoff - chitarra, cori
- Kevin Baldes - basso, cori
- Nathan Walker - batteria, percussioni
- Ryan Gillmor - chitarra, tastiere, cori